# Alexandro de la Serna

## Biografía
Alexandro de la Serna, maestro de los mozos y cantor contralto, activo entre 1548-1599. Reputado músico de la segunda mitad del siglo XVI. Padre del músico Estacio de la Serna. Alexandro fue organista y cantor de la catedral de Toledo en 1548. Entre 1572 y 1576 sirvió como cantor contralto del VII duque de Medina Sidonia. De la capilla ducal, pasó a la catedral de Sevilla donde culminó su carrera como cantor y maestro de los mozos y seises catedralicios, entre los que se encontraba su hijo Estacio de la Serna.